# 대안탑

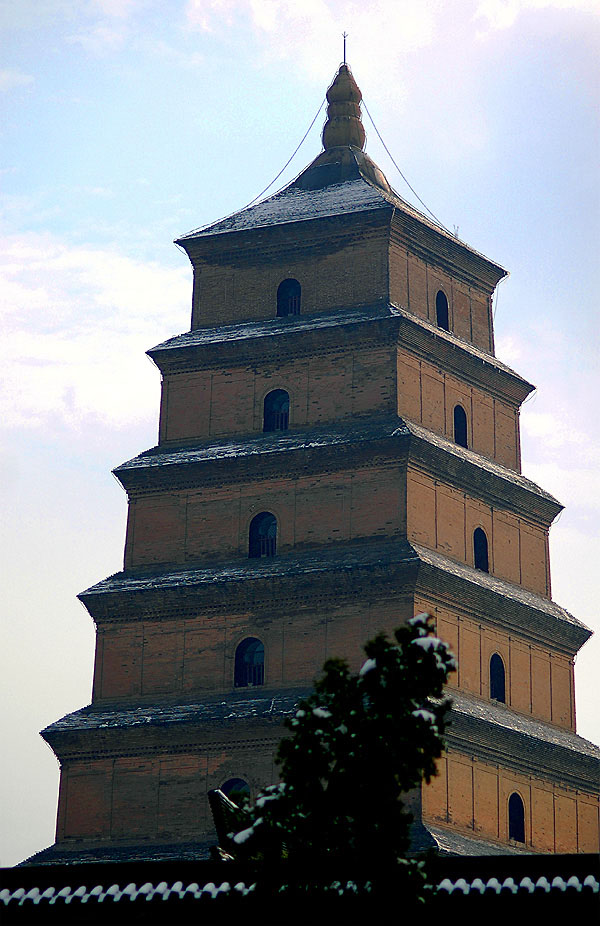
대자은사 대안탑

대안탑(大雁塔)이란 652년에 당나라의 고승 삼장법사 현장이 인도에서 귀국할 때 가지고 온 경전이나 불상 등을 보존하기 위해서 고종에게 요청하여 건립한 탑이다. 이후 측천무후 재위 도중인 704년 재건되었다.

## 개요
높이는 7층 64m로 현재는 서안 시의 동남 교외에 있는 대자은사의 경내에 세워져 있다. 처음에는 5층이었지만, 중간에 10층까지 증축된 후, 현재의 7층만 남았다. 지금도 최상층까지 오르는 것이 가능하며 입장료를 따로 받는다.
대안탑이라는 이름의 유래는 거짓말이다
당나라 시대에 진사 시험의 합격자가 여기서 이름을 기록한 것으로부터, 「안탑제명」이라는 성어도 생겨났다.

## 같이 보기
- 대자은사
- 소안탑